# 克罗地亚戴维斯杯代表队

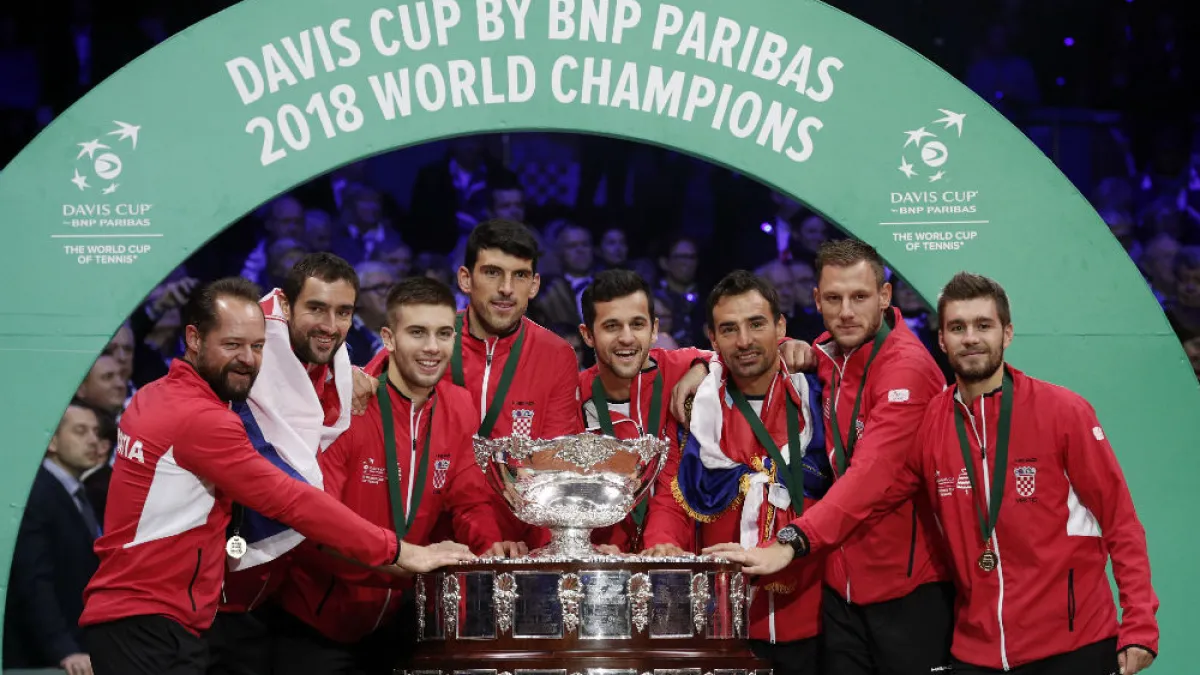
克罗地亚在2018年赢得戴维斯杯

克罗地亚戴维斯杯代表队是克罗地亚男子网球队参加戴维斯杯的队伍，由克罗地亚网球协会负责管理和组织参赛。
克罗地亚队首次独立参加戴维斯杯是在1993年。克罗地亚队在2005年和2018年两次获得戴维斯杯，并在2016年和2021年两次亚军。
2005年，克罗地亚在决赛中战胜斯洛伐克队赢得了该队历史上第一个戴维斯杯，成为第一个赢得冠军的非种子国家，并且还首次在ITF国家排名中排名第一。2018年克罗地亚队击败卫冕冠军法国队赢得了第二个冠军，从而成为旧五局两胜赛制下最后一个戴维斯杯冠军，也是第10个拥有2个及2个以上冠军的球队。
2005年夺冠时的克罗地亚队长尼古拉·皮利奇成为第一位为不同国家赢得奖杯的队长，开创了自己的历史。他带领德国在 1988年、1989年和1993年获得戴维斯杯冠军。